# Kříž pozemních sil
Kříž pozemních sil (španělsky: Cruz de las Fuerzas Terrestres) je venezuelské vojenské vyznamenání založené roku 1952.

## Historie a pravidla udílení
Vyznamenání bylo založeno zákonem č. 418 ze dne 23. června 1952. Udílen je za významné služby poskytované armádě. Velmistrem řádu je úřadující prezident republiky, který má také výlučnou pravomoc k udělení vyznamenání.

## Insignie
Řádový odznak má tvar okcitánského kříže pokrytého červeným smaltem se zlatým lemováním. Hroty kříže jsou zakončeny zlatými kuličkami. Uprostřed je zlatý medailon o průměru 18 mm ohraničený zeleně smaltovaným vavřínovým věncem širokým 2 mm. V medailonu je nápis HONOR AL MÉRITO. Na zadní straně je uprostřed medailonu nápis CRUZ DEL EJÉRCITO VENEZOLANO, který je obklopen vavřínovým věncem.
Stuha je žlutá s červenými proužky lemujícími oba okraje.

## Třídy
Vyznamenání je udíleno ve třech řádných třídách:
- I. třída (Primera) – Řádový odznak se nosí na stuze kolem krku.
- II. třída (Segunda)
- III. třída (Tercera)

| Řádové stuhy | Řádové stuhy | Řádové stuhy |
| ------------ | ------------ | ------------ |
| I. třída     | II. třída    | III. třída   |